# Shaojiaqiao
Shaojiaqiao (kinesiska: 邵家桥, 邵家桥镇) är en köping i Kina. Den ligger i provinsen Guizhou, i den sydvästra delen av landet, omkring 210 kilometer nordost om provinshuvudstaden Guiyang. Antalet invånare är 24003. Befolkningen består av 12 201 kvinnor och 11 802 män. Barn under 15 år utgör 30 %, vuxna 15-64 år 57 %, och äldre över 65 år 12,0 %.